# Fünfkampf-Länderkampf der Frauen 1973 BR Deutschland – Sowjetunion / BR Deutschland – Polen
| 6./7. Leichtathletik-Länderkampf mit bundesdeutscher Beteiligung 1973              | 6./7. Leichtathletik-Länderkampf mit bundesdeutscher Beteiligung 1973 |
| ---------------------------------------------------------------------------------- | --------------------------------------------------------------------- |
|                                                                                    |                                                                       |
| Fünfkampfvergleich der Frauen: BR Deutschland – Sowjetunion BR Deutschland – Polen |                                                                       |
| Austragungsort                                                                     | Weinheim                                                              |
| Wettbewerbe                                                                        | 1                                                                     |
| Datum                                                                              | 2./3. Juni                                                            |
| 1. URS 2. FRG                                                                      | 25.904 Punkte 24.906 Punkte                                           |
| 1. FRG 2. POL                                                                      | 16.814 Punkte 15.975 Punkte                                           |
| Chronik                                                                            |                                                                       |
| ← FRG-URS/FRG-POL 0010kampf (M)                                                    | URS-FRG (M) →                                                         |

Im sechsten und gleichzeitig siebten Vergleich des Länderkampfjahres 1973 traten die bundesdeutschen Frauen parallel mit ihren männlichen Mehrkampf-Kollegen am 2./3. Juni in Weinheim in einem Fünfkampf in getrennten Länderwertungen gegen die UdSSR und Polen an. Mit der Sowjetunion hatte es in den zurückliegenden Jahren vier Fünfkampf-Begegnungen gegeben, die Bilanz lautete zwei zu zwei. Im letzten Treffen hatten die bundesdeutschen Athletinnen in Moskau die Oberhand behalten. Die Begegnung im Fünfkampf mit Polen fand hier in Weinheim zum ersten Mal statt.

## Wettbewerbe und Modus
Die beiden Länderkämpfe wurden wie bei den Männern mit unterschiedlichen Modi ausgetragen.
- Fünfkampfvergleich BR Deutschland – Sowjetunion
Jedes Team konnte aus höchstens neun Fünfkämpferinnen bestehen, von denen drei Juniorinnen der Jahrgänge 1955 und jünger sein mussten. Gewertet wurden durch Addition ihrer Punktzahlen je sechs Athletinnen, von denen zwei Juniorinnen sein mussten. Die UdSSR trat nur mit sieben Aktiven an, davon zwei Juniorinnen.
- Fünfkampfvergleich BR Deutschland – Polen
Jedes Team bestand aus fünf Fünfkämpferinnen, von denen die vier Besten durch Addition ihrer Punktzahlen gewertet wurden. Aus der deutschen Mannschaft wurden Christel Voß, Margot Eppinger, Ulrike Jacob und Karin Schallau auch gegen Polen gewertet. Die außerdem nominierte Marina Hentze schied während des Wettkampfs infolge Verletzung vorzeitig aus.

## Ergebnis
Die sowjetischen Vertreterinnen belegten in der Einzelwertung die Ränge eins bis drei, dahinter folgten drei bundesdeutsche Teilnehmerinnen. Die für die Wertung ausschlaggebende Summe der erreichten Punkte ergab im Vergleich mit der UdSSR diesmal eine bundesdeutsche Niederlage mit 24.906 zu 25.904 Punkten. Gegen Polen dagegen setzte sich das bundesdeutsche Team mit 16.814 zu 15.975 Punkten durch.

## Resultat
| Platz | Name                            | Nation | Punkte | 100 m Hürden | Kugel- stoßen | Hoch- sprung | Weit- sprung | 200 m  |
| ----- | ------------------------------- | ------ | ------ | ------------ | ------------- | ------------ | ------------ | ------ |
| 01    | Tatjana Worochobko              | URS    | 4535   | 13,8 s       | 12,33 m       | 1,75 m       | 6,27 m       | 23,8 s |
| 02    | Wera Tkatschenko                | URS    | 4450   | 13,8 s       | 14,52 m       | 1,66 m       | 6,12 m       | 24,8 s |
| 03    | Nadija Tkatschenko              | URS    | 4444   | 13,7 s       | 14,39 m       | 1,66 m       | 6,14 m       | 25,0 s |
| 04    | Margot Eppinger                 | FRG    | 4306   | 14,1 s       | 12,45 m       | 1,60 m       | 6,04 m       | 23,8 s |
| 05    | Christel Voß                    | FRG    | 4297   | 13,8 s       | 13,71 m       | 1,72 m       | 5,53 m       | 25,2 s |
| 06    | Ulrike Jacob                    | FRG    | 4245   | 13,9 s       | 10,89 m       | 1,72 m       | 5,85 m       | 24,5 s |
| 07    | Olga Rukawischnikowa (Juniorin) | URS    | 4214   | 14,3 s       | 11,58 m       | 1,72 m       | 6,09 m       | 25,4 s |
| 08    | Christa Köhler (Juniorin)       | FRG    | 4143   | 14,2 s       | 11,78 m       | 1,69 m       | 5,83 m       | 25,5 s |
| 09    | Tatjana Nefiedowa               | URS    | 4141   | 14,3 s       | 14,03 m       | 1,55 m       | 5,80 m       | 25,2 s |
| 10    | Walentina Tichomirowa           | URS    | 4122   | 14,0 s       | 14,09 m       | 1,50 m       | 5,82 m       | 25,3 s |
| 11    | Wiktoria Kanjuk (Juniorin)      | URS    | 4120   | 14,5 s       | 11,65 m       | 1,66 m       | 6,04 m       | 25,3 s |
| 12    | Malgorzata Majchrzak            | POL    | 4118   | 14,3 s       | 10,22 m       | 1,66 m       | 6,09 m       | 24,8 s |
| 13    | Ryszarda Warzocha               | POL    | 4113   | 13,8 s       | 10,21 m       | 1,55 m       | 6,27 m       | 24,7 s |
| 14    | Ursula Buschhaus                | FRG    | 3993   | 14,5 s       | 12,96 m       | 1,60 m       | 5,45 m       | 25,6 s |
| 15    | Karin Schallau                  | FRG    | 3966   | 14,3 s       | 11,98 m       | 1,55 m       | 5,64 m       | 25,4 s |
| 16    | Anke Weigt (Juniorin)           | FRG    | 3922   | 14,7 s       | 10,96 m       | 1,55 m       | 5,91 m       | 25,3 s |
| 17    | Jolanta Szuba                   | POL    | 3893   | 14,4 s       | 09,76 m       | 1,60 m       | 5,78 m       | 25,4 s |
| 18    | Jolanta Szadkowska              | POL    | 3851   | 14,2 s       | 08,75 m       | 1,66 m       | 5,46 m       | 25,2 s |
| 19    | Anna Włodarczyk                 | POL    | 3751   | 15,0 s       | 07,73 m       | 1,55 m       | 6,04 m       | 24,6 s |